# نیل برگر
نیل نورمن برگر (به انگلیسی: Neil Norman Burger) یک کارگردان و فیلمنامه‌نویس آمریکایی است. او کارگردانی فیلم‌هایی همچون شعبده‌باز، نامحدود و سنت‌شکن را بر عهده داشته است. او قبل از روی آوردن به ساخت فیلم‌های سینمایی، کارگردان تبلیغاتی شرکت‌های بزرگی همچون مسترکارت، آی‌بی‌ام و ای‌اس‌پی‌ان را برعهده داشت.

## فیلم‌شناسی
| سال  | عنوان                      | کارگردان | تهیه‌کننده   | فیلم‌نامه‌نویس |
| ---- | -------------------------- | -------- | ----------- | ------------ |
| ۱۹۹۱ | کتاب: سر خود را تغذیه کنید | آری      | نه          | نه           |
| ۲۰۰۲ | مصاحبه با آدمکش            | آری      | نه          | آری          |
| ۲۰۰۶ | شعبده‌باز                   | آری      | نه          | آری          |
| ۲۰۰۸ | خوش‌شانس‌ها                  | آری      | آری         | آری          |
| ۲۰۱۱ | نامحدود                    | آری      | مدیر اجرایی | نه           |
| ۲۰۱۲ | دارایی                     | آری      | نه          | نه           |
| ۲۰۱۴ | سنت‌شکن                     | آری      | نه          | نه           |
| ۲۰۱۶ | هیئت منصفه                 | آری      | نه          | نه           |
| ۲۰۱۶ | میلیاردها                  | آری      | مدیر اجرایی | نه           |
| ۲۰۱۷ | قسمت بالایی                | آری      | نه          | نه           |
| ۲۰۲۱ | وویجرز                     | آری      | آری         | آری          |
| ۲۰۲۳ | دختر شاه مرداب             | آری      | نه          | نه           |
| ۲۰۲۵ | ارث                        | آری      | آری         | آری          |